# Wereldbeker schaatsen 2010/2011 - Wereldbeker 7
De Wereldbeker schaatsen 2010/11 Wereldbeker 7  was de zevende race van het Wereldbekerseizoen. Het werd gehouden in de Utah Olympic Oval in Salt Lake City, Verenigde Staten op 18 en 19 februari 2011.

## Tijdschema
| Datum       | Lokale tijd | MET   | Onderdeel                                                                                         |
| ----------- | ----------- | ----- | ------------------------------------------------------------------------------------------------- |
| 18 februari | 12:30       | 20:30 | 1500 m mannen 5000 m vrouwen                                                                      |
| 19 februari | 12:30       | 20:30 | 1500 m vrouwen 10.000 m mannen 15 ronden massastart voor vrouwen 25 ronden massastart voor mannen |

## Nederlandse deelnemers
| Afstand | Geslacht | Deelnemers, A- of B-groep | Deelnemers, A- of B-groep | Deelnemers, A- of B-groep | Deelnemers, A- of B-groep | Deelnemers, A- of B-groep | Deelnemers, A- of B-groep | Deelnemers, A- of B-groep | Deelnemers, A- of B-groep | Deelnemers, A- of B-groep | Deelnemers, A- of B-groep |
| ------- | -------- | ------------------------- | ------------------------- | ------------------------- | ------------------------- | ------------------------- | ------------------------- | ------------------------- | ------------------------- | ------------------------- | ------------------------- |
| 1500m   | Mannen   | Simon Kuipers             | A                         | Rhian Ket                 | A                         | Mark Tuitert              | A                         | Kjeld Nuis                | B                         | Wouter Olde Heuvel        | A                         |
| 1500m   | Vrouwen  | Marrit Leenstra           | A                         | Ireen Wüst                | A                         | Diane Valkenburg          | A                         | Jorien Voorhuis           | A                         | Linda de Vries            | B                         |
|         |          |                           |                           |                           |                           |                           |                           |                           |                           |                           |                           |
| 10.000m | Mannen   | Bob de Jong               | A                         | Jorrit Bergsma            | A                         | Bob de Vries              | A                         | Arjen van der Kieft       | B                         | Wouter Olde Heuvel        | A                         |
| 5000m   | Vrouwen  | Jorien Voorhuis           | A                         | Yvonne Nauta              | B                         | Diane Valkenburg          | A                         | Linda de Vries            | B                         | —                         | —                         |

## Podia

### Mannen
| Afstand:   | Goud:                             | Tijd     | Zilver:                      | Tijd     | Brons:                 | Tijd     |
| 1500 m     | Trevor Marsicano Verenigde Staten | 1.43,35  | Shani Davis Verenigde Staten | 1.43,38  | Mark Tuitert Nederland | 1.43,54  |
| 10.000 m   | Bob de Jong Nederland             | 12.53,17 | Lee Seung-hoon Zuid-Korea    | 12.57,27 | Bob de Vries Nederland | 13.01,83 |
| Massastart | Alexis Contin Frankrijk           |          | Joshua Wood Verenigde Staten |          | Bob de Vries Nederland |          |

### Vrouwen
| Afstand:   | Goud:                               | Tijd       | Zilver:                     | Tijd    | Brons:                   | Tijd    |
| 1500 m     | Marrit Leenstra Nederland           | 1.53,38    | Ireen Wüst Nederland        | 1.53,75 | Christine Nesbitt Canada | 1.54,16 |
| 5000 m     | Martina Sáblíková Tsjechië          | 6.42,66 WR | Stephanie Beckert Duitsland | 6.47,03 | Eriko Ishino Japan       | 6.55,07 |
| Massastart | Heather Richardson Verenigde Staten |            | Ivanie Blondin Canada       |         | Yvonne Nauta Nederland   |         |